# Göttinger Gruppe
Die Göttinger Gruppe Vermögens- und Finanzholding GmbH & Co. KGaA und ihre Hauptgesellschaft Securenta Göttinger Immobilienanlagen und Vermögensmanagement AG gehörten zu den größten Kapitalanlagegesellschaften, die auf dem Grauen Kapitalmarkt in Deutschland tätig waren. Beide sind insolvent. „Kapital in Höhe von einer Milliarde Euro ist verschwunden. Über 250.000 Anleger sind geschädigt und um ihre Altersvorsorge gebracht worden.“

## Geschichte
Der Ursprung des Unternehmens liegt in der Securenta AG, die 1986 von Erwin Zacharias und vier weiteren Aktionären gegründet worden war. 1987 erfolgte der Start des Vertriebskonzepts für das (neben anderen Beteiligungsformen) Anlagemodell „atypisch stille Beteiligung“, das später als Persönlicher Sachwert-Plan (PSP) und ab 1994 als Pensions-Spar-Plan verkauft wurde. Die Göttinger Gruppe hatte sogenannte atypische stille Beteiligungen als Altersvorsorge angeboten. Bei dieser Art der Beteiligung sind Anleger nicht nur am Gewinn beteiligt, sondern haften auch für Risiken des Unternehmens. Zacharias erfand die „SecuRente“ (früher „Persönlicher-Sachwert-Plan“), ein Steuersparmodell für den kleinen Mann, das sich in den neunziger Jahren zum Verkaufsschlager entwickelte. Im August 1990 erwarb die Gruppe die SFR-Bank, welche zwei Jahre darauf in Securenta Bank AG umfirmierte. 1992 wurden das Unternehmen sowie die dazugehörigen Tochterunternehmen in Göttinger Gruppe umbenannt. In diesem Jahr hatte das Unternehmen nach eigenen Angaben ein Eigenkapital von über 100 Mio. DM sowie einen Umsatz in gleicher Höhe. Ebenfalls 1992 wurde der Nachrichtensprecher Werner Veigel als Repräsentant gewonnen. Ein Jahr darauf stieg das Unternehmen in das Versicherungsgeschäft ein und die Gutingia Lebensversicherung AG wurde gegründet. 1994 erfolgten die Gründungen der Göttinger Beteiligungs-AG und der Göttinger Immobilien Beteiligungs-AG. Bundesweit bekannt wurde die Göttinger Gruppe 1997 als Hauptsponsor des Fußballvereins VfB Stuttgart, auf dessen Trikots bis 1999 der Namenszug des Unternehmens zu sehen war.
Zum 31. Dezember 2000 wurde der Vertrieb der Securente eingestellt, wegen Laufzeiten von bis zu 40 Jahren zahlten Anleger in die Verträge weiter ein.
Ab 2004 wurde der Master Star Fund mit neu gegründeten Firmen vertrieben.
Die Bundesanstalt für Finanzdienstleistungsaufsicht (Bafin) erließ im April 2005 ein Zahlungsverbot wegen unerlaubter Bankgeschäfte der Göttinger Gruppe und im Juni 2005 die Abwicklung des Master Star Funds.
Am 31. Oktober 2006 übernahm der Fortis-Konzern die Gutingia Lebensversicherung AG.
Anfang Juni 2007 verlegte die Göttinger Gruppe ihren Sitz von Göttingen nach Berlin, und bot ihre Göttinger Liegenschaft zum Verkauf an.

## Staatsanwaltschaft
Die Staatsanwaltschaft Braunschweig hielt das Kapitalanlagesystem des Master Star Fund für strafbar, kam bei der Securenta allerdings nicht zum gleichen Ergebnis. Sie erhob gegen die Vorstandsmitglieder Anklage wegen Insolvenzverschleppung und Untreue.
Weil das Bundesaufsichtsamt für das Kreditwesen ein betrügerisches Schneeballsystem vermutete, forderte Anfang 2000 dessen damaliger Präsident Wolfgang Artopoeus von Niedersachsens Justizminister Wolf Weber, ein Ermittlungsverfahren wegen Kapitalanlagebetrugs, Untreue und Betrugs einzuleiten. Die Schwerpunktstaatsanwaltschaft Braunschweig stellte das Verfahren 2002 ein. Dies mit der Begründung, dass das Betreiben eines „modifizierten Schneeballsystems“ nicht strafbar sei. „Taten“ vor 2005 seien inzwischen (2009) verjährt. Die Staatsanwaltschaft habe überdies die Geschäftszahlen „regelmäßig“ überprüft und Zahlungsfähigkeit festgestellt, weshalb keine Anklage erhoben wurde.
Im Februar 2010 hat die Staatsanwaltschaft Braunschweig einen Teil der seit Juni 2007 laufenden Ermittlungen gegen die Vorstände der Göttinger Gruppe eingestellt. Ein Schneeballsystem könne nicht festgestellt werden, da ausscheidende Anleger ihr Geld aus den Rateneinzahlungen anderer alter Gesellschafter und nicht von neuen Gesellschaftern erhielten. Zudem sei auf Nachschusspflichten und das Risiko eines Totalverlusts hingewiesen worden, bestimmte Renditen seien nicht versprochen worden. Ein für einen Kapitalanlagebetrug sprechender Sachverhalt ging aus den verwendeten Prospekten weder zum Renditeversprechen noch dem Verschweigen von Tatsachen hervor. Betrug konnte nicht festgestellt werden, da es keine Hinweise darauf gab, dass Vermittler spezifisch geschult worden seien, verkaufstreibende, falsche Angaben zu machen. Die Erfüllung des Tatbestandes der Untreue verbot sich, da Fehlinvestitionen wie Vermögensverschiebungen zwischen den Gesellschaften und Sponsorengelder (wie im Falle von Tennis Borussia Berlin) allenfalls vom unternehmerischen Risiko erfasst seien, aber nicht strafbar.
Nach der Insolvenz der Partin-Bank wurde die Göttinger Gruppe Ende Dezember 2005 zahlungsunfähig, was Ermittlungen der Staatsanwaltschaft Braunschweig ergaben. Im September 2011 erhob die Staatsanwaltschaft Braunschweig gegen die Vorstandsmitglieder Jürgen Rinnewitz und Marina Götz Anklage wegen Insolvenzverschleppung und Untreue, weil Verfügungen nach Eintritt der Zahlungsunfähigkeit vorgenommen worden waren und ermittelt gegen weitere Verantwortliche. Rinnewitz wirft der Bafin vor, dass ihr Zahlungsverbot rechtswidrig gewesen sei und die Sanierungsbemühungen der Göttinger Gruppe zunichtegemacht habe.
Das Landgericht Braunschweig hat Jürgen Rinnewitz und Marina Götz im September 2013 vom Vorwurf des Kapitalanlagebetrugs und der Untreue freigesprochen, jeweils im Zusammenhang mit der MSF Master Star Fund Deutsche Vermögensfonds I AG & Co. KG/Germanicum Beteiligungstreuhand GmbH.
Der Bundesgerichtshof bestätigte den Freispruch unter Verweis auf „viel Grauzone“. Allerdings wurden sie wegen der falschen Angabe, ein „Exclusivvertrieb“ vertreibe den Fonds, zu je 4500 Euro wegen Kapitelanlagebetrugs verurteilt.
Der ehemalige Konzernchef Erwin Zacharias wurde im Januar 2006 zu 16 Monaten Bewährungsstrafe sowie einer Bewährungsauflage von 400.000 Euro verurteilt, da er 1991 bis 1996 fast eine Million DM Steuern auf private Einnahmen aus Immobilienvermietungen und -verkäufen an die Göttinger Gruppe hinterzogen hatte. Die Staatsanwaltschaft Braunschweig hat weitere Ermittlungen gegen ihn eingestellt, da er schon 2001 aus der Göttinger Gruppe ausgeschieden war.

## Rückzahlungen
„Die Finanzlage der SECURENTA AG war im Geschäftsjahr 2004 und auch 2005 angespannt. […] Vorübergehende Zahlungsstockungen lagen vor.“
Zum 1. Januar 1998 verschärfte der Gesetzgeber das Kreditwesengesetz mit dem Ziel der „Bekämpfung des grauen Kapitalmarkts“. Daraufhin verpflichtete sich die Göttinger Gruppe gegenüber dem Bundesaufsichtsamt für Kreditwesen in einem Prozessvergleich, das Auseinandersetzungsguthaben den Anlegern in einer Summe auszuzahlen, und nicht wie vertraglich vereinbart in monatlichen Renten mit 7%iger Verzinsung des Restguthabens.
Der Bundesgerichtshof entschied deshalb im Jahr 2005, dass alle SecuRente-Anleger ihren Vertrag sofort kündigen können, und ihnen bei nachgewiesener Falschberatung vor Vertragsschluss und bei allen nach dem 1. Januar 1998 geschlossenen Verträgen alle eingezahlten Gelder als Schadenersatz zustehen. Dies brachte das Unternehmen in den folgenden Jahren in erhebliche Zahlungsschwierigkeiten. Zudem entschied der Bundesgerichtshof am 3. Dezember 2007, dass die Vorstandsmitglieder grundsätzlich wegen fehlerhafter Prospekte persönlich haftbar gemacht werden könnten.
Im Oktober 2006 berichtete Finanztest von Zahlungsschwierigkeiten der Securenta: Wegen Pfändungen über 4,6 Millionen Euro kündigte die Volksbank das Geschäftskonto, Zahlungen wurden erst kurz vor Abgabe der eidesstattlichen Versicherung geleistet.
Nachdem der Gerichtsvollzieher die Rückzahlungsansprüche von Anlegern mehrmals nicht vollstrecken konnte, erließ das Amtsgericht Göttingen in 170 bis 200 Fällen Haftbefehl gegen lediglich „eine Handvoll Verantwortlicher“, um die Zahlung oder Angaben über die Vermögensverhältnisse (eidesstattliche Versicherung) zu erzwingen.
„Rund 90.000 Geschädigte der Göttinger Gruppe Finanzholding müssen mit dem Totalverlust ihrer Einlagen rechnen.“
Über 7000 Anleger verklagten sämtliche früheren Vorstandsmitglieder, die überwiegend mittellos sind, im Wege der Durchgriffshaftung. 59 Pilotklagen wurden vom Landgericht Göttingen in den Jahren 2009 bis 2011 abgewiesen. Nach der Insolvenz sei für den Quotenschaden nur der Insolvenzverwalter, nicht aber der einzelne Anleger prozessbefugt, durch die verspätete Insolvenzanmeldung sei kein Schaden entstanden, Prospekthaftungsansprüche seien verjährt und nicht erwiesen, das Anlagesystem weder sittenwidrig, noch erfülle es den Tatbestand der Untreue, noch sei es ein strafbares Schneeballsystem. Auch in der nächsten Instanz beim Oberlandesgericht Braunschweig wurde eine der Pilotklagen im Juni 2010 abgewiesen, das Urteil aber vom Bundesverfassungsgericht im Januar 2012 aufgehoben. Bei 4250 Klagen hat das Landgericht Göttingen im März 2012 beschlossen, einen Gutachter zur Frage zu beauftragen, ob – und wenn ja, seit wann – die Insolvenz des Anlagemodells systembedingt war.
Rechtskräftig ist von den 10.325 Klagen erst eine entschieden.
Rechtsschutzversicherungen weigern sich, bedingt durch die unterstellte Mittellosigkeit der Beklagten, Rechtsbeistand zu stellen. Die Kanzleien TILP und Nieding+Barth der ProtectInvestAlliance (PIA) raten von Klagen ab.
Von rund 250.000 Anlegern forderte das Finanzamt Göttingen unrechtmäßige Steuervorteile zurück, nachdem es Betriebsprüfungen der Jahre 1994–2001 der Göttinger Gruppe im Sommer 2012 abgeschlossen hatte. Einige Steuerbescheide hat das Finanzamt wieder aufgehoben, da die Gewinne aus fiktiven Krediten stammten, mit denen die Göttinger Gruppe ihr Finanzvolumen künstlich aufgebläht hatte.

## Insolvenzverfahren
37.600 Gläubiger (ohne Anteilseigner) hatten Insolvenzforderungen in Höhe von 826 Millionen Euro angemeldet. Der Insolvenzverwalter verlangte im Rahmen der Insolvenzanfechtung Zahlungen zurück, die die Göttinger Gruppe vor dem Insolvenzantrag geleistet hatte. Davon betroffen sind Ausschüttungen und ausgezahlte Vergleichssummen an Anleger.
Das Insolvenzverfahren gegen die Securenta AG wurde am 14. Juni 2007 beim Amtsgericht Göttingen eröffnet. Antragsteller war ein Bonner Anleger, dem das Unternehmen die 2006 in einem Vergleich zugesagten 17.000 Euro nicht gezahlt hatte. Als er sein Geld erhielt, war bereits ein vorläufiger Insolvenzverwalter für die Securenta AG eingesetzt und die Braunschweiger Staatsanwaltschaft ermittelte.
Aufgrund der Verlegung des Unternehmenssitzes von Göttingen nach Berlin sowie gestelltem Insolvenzantrag des Unternehmens in Berlin, halten sich für das Verfahren sowohl die Amtsgerichte Göttingen wie Berlin-Charlottenburg für zuständig. Insolvenz wurde nur in Berlin beantragt. Der Insolvenzverwalter kommentierte dies folgendermaßen: „Die Tatsache, dass die Verantwortlichen der Gesellschaft dann in Berlin selbst einen Antrag auf Eröffnung des Insolvenzverfahrens stellten, zeigt, dass sie um die Insolvenzreife ihres Unternehmens wussten, allerdings, wenn möglich, ohne viel Aufsehen das schuldnerische Unternehmen „auf dem Friedhof der Kuscheltiere“ in Berlin-Charlottenburg beerdigen lassen wollten.“
Verbraucherzentralen und das Deutsche Institut für Anlegerschutz rufen Anleger dazu auf, Zahlungen einzustellen, und warnen davor, Interessengemeinschaften kostenpflichtig zu beauftragen. „Die ARGE Securenta AG hat fast sämtliche Securenta-Geschädigten im Mandantenauftrag schriftlich zu einer Informationsveranstaltung nach Bremen eingeladen. Die Anschriften waren im Handelsregister Göttingen öffentlich zugänglich (BDSG).“
Die zu verantwortenden Verluste der Anleger gehen nach Medienberichten in die Milliarden. Etwa 1,5 Milliarden Euro wurden von den Anlegern bei verschiedenen Gesellschaften der Gruppe eingezahlt; das gesamte Zeichnungsvolumen dürfte jedoch 10 Milliarden Euro übersteigen.